# Unalaska (miasto)

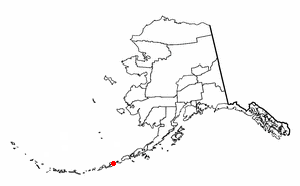
Miasto Unalaska w stanie Alaska

Unalaska – miasto leżące na wyspie Unalaska w stanie Alaska w Stanach Zjednoczonych, w okręgu niezorganizowanym, w obszarze spisowym Aleutians West.

## Charakterystyka
Unalaska to główne miasto archipelagu Aleuty. Na wyspie tej znajduje się port rybacki Dutch Harbor, w którym nagrywane są odcinki serii Najniebezpieczniejszy zawód świata emitowane na Discovery Channel. Nazwa Dutch Harbor wywodzi od pierwszych Europejczyków na wyspie, którymi byli Holendrzy.
W miejscowości znajduje się zabytkowy prawosławny sobór Wniebowstąpienia Pańskiego, wzniesiony w 1896 na miejscu trzech starszych cerkwi. Z miejscową parafią związany był ks. Iwan Wieniaminow, misjonarz na Aleutach i Alasce, późniejszy metropolita moskiewski i święty prawosławny.